# Boamponsem
Boamponsem ou Boa Amponsem est un Denkyirahene (roi de Denkyira) né vers 1635 et mort en 1694 qui règne vers 1650 jusqu'à sa mort.

## Biographie

### Contexte
Entre 1660 et 1690, le royaume de Denkyira est reconnu comme une puissance dominant les territoires intérieurs des États Akan. Il s'agissait du principal fournisseur d'or et d'esclaves pour les néerlandais d'Elmina qui vivent alors sous une forme de protectorat Denkyira (la note d'Elmina).
Situé à un carrefour commercial important, et sur des territoires aurifères, le roi Boamponsem est réputé devenir si riche qu'il possède « le plus grand trésor de toutes les populations Akan [...] stocké dans une grande Sikadan [maison dorée] ». Il parvient à devenir l'acteur commercial privilégié des territoires intérieurs par les Européens.
Le quatrième Denkyirahene meurt au combat lors d'une campagne militaire et Boa Amponsem Dakabare, alors âgé de 18 ans, lui succède. C'est sur cette base que sa naissance est estimée autour de 1635, et probablement 1637 puisqu'il meurt après environ 40 ans de règne en 1694.

### Opérations militaires et enjeux commerciaux
Vers 1659, Boamponsem dirige ses armées en territoires Adansi, dans l'actuelle région Ashanti et les défait. Il soumet les petits États au statut de tributaire. Le vide laissé par l'affaiblissement de ces États est propice à une nouvelle vague de migration Akan dans laquelle se trouve le clan Oyoko qui s'installe autour de l'État de Kwaaman. Oti Akenten, le premier chef Oyoko qui dirige Kwaaman doit se soumettre au tribut exigé par Boamponsem. Cet État, prédécesseur de l'Empire ashanti, sera ensuite dirigé par Obiri Yeboa. Selon les rapports néerlandais « les Adansi ont silencieusement disparu » après cette guerre.
Durant les années 1660 et 1670, Boamponsem mène une politique militaire visant à sécuriser un couloir commercial avec les Européens. L'essentiel de son pouvoir se trouve dans les sols fertiles aux abords des rivières nommées Ofin et Oda, qui bordent également des terrains aurifères et facilitent le transport de marchandise vers la côte. C'est aussi durant ces années que Boamponsem accueille Osei Tutu I comme courtisan, en tant qu'héritier d'un état tributaire. Il lui fournit une formation militaire et le nomme porte-bouclier de son armée. Cependant, après une importante offense, selon la tradition une transgression sexuelle, il fuit et rejoint le royaume ennemi d'Akwamu. Plusieurs récits différents parlent de ce qui mène Osei Tutu à quitter la cour de Boamponsem. Dans l'un d'eux, il soumet le Denkyirahene sous la menace et rentre à Kwaman (Kumasi) avec ses hommes à la suite d'un adultère. Dans un autre récit, il commet un adultère avec la soeur stérile de Boamponsem qui donne naissance à Ntim Gyakari grâce aux pouvoirs d'Okomfo Anokye.
Entre 1680 et 1692, les néerlandais, anglais et brandebourgeois envoient des émissaires à Abankeseso, la capitale du royaume de Denkyira, afin de négocier des accords commerciaux. En retour, Boamponsem envoie un émissaire dans les villes côtières de la Côte de l'Or afin de négocier à son tour avec les postes de traite et les installations militaires néerlandaises et anglaises, pour recueillir des renseignements, faire du commerce et défendre les intérêts de son peuple. 

### Début de la fin
Pendant ce temps, Osei Tutu commence à fédérer les États voisins qui affichent leur intention de se défaire des obligations tributaires. Boa Amponsem se serait moqué de leurs démarches en ces termes en twi « osa nti na eyinom aka won ho abom yi » (« c'est seulement à cause de la guerre que ces gens se sont rassemblés »). La confédération naissance aurait adopté la moquerie pour se nommer « osa nti fo » (« (le) peuple à cause de la guerre ») d'où dérive le terme Asante (Ashanti). 
Le maintien d'un corridor commercial est complexe car les petits États côtiers, soumis à Denkyira, cherche à capter celui-ci et gagner en indépendance. Au début des années 1690, le royaume de Denkyira entre en guerre contre les Assen et les Twifo, au sud, afin de maintenir leur hégémonie. C'est dans ce court laps de temps que le roi Boambonsem meurt, vers 1694, après un règne de 40 ans. Son neveu, Ntim Gyakari lui succède. Selon la tradition, Boamponsem aurait été empoisonné par un serviteur nommé Oduro qui se serait ensuite enfui jusqu'à Kumasi. La mort de Boamponsem est un important déclencheur de l'escalade des conflits internes qui mènent à l'hégémonie ashanti après la défaite complète de Denkyira en 1701, lors de la Bataille de Feyiase.

## Postérité
Boamponsem est mentionné par les observateurs européens et dans la tradition Denkyiran comme un dirigeant prospère mais autocratique.
Un lycée porte son nom : lycée Boa Amponsem de Dunkwa-on-Offin.
La fonction de Denkyirahene est toujours d'actualité et le 18ème roi actuel porte le nom de Boa Amponsem III, en l'honneur de cet ancêtre lointain.
Le dwa du Denkyirahene est également nommé siège d'Amponsem, d'après le règne de Boamponsem I. 